# Ernesto Pugibet
Ernesto Pugibet (ou Ernest Pugibet en français) (né à Saint-Martory, Haute-Garonne, le 12 mai 1853 ou en 1855, mort à Paris le 5 mars 1915) est un industriel franco-mexicain qui a joué un rôle important dans la modernisation du Mexique aux tournants des XIXe et XXe siècles.

## Biographie
Passionné de progrès technique et de modernité, Ernest Pugibet s’est fait connaître au Mexique notamment dans les domaines du tabac et de l'aviation. Il fait partie de ces entrepreneurs français (qui ne sont pas tous des « barcelonnette ») qui ont aidé le décollage industriel et commercial du Mexique sous la présidence de Porfirio Diaz. Venu de France où il est né, passé par Cuba, Ernest Pugibet se fixe au Mexique où il épouse Guadalupe Portilla, issue d'une famille bourgeoise. Ils auront au moins trois enfants : Jean Pugibet, Ernest Pugibet et Anne-Marie Pugibet.
Dans le tabac, Ernest Pugibet est le fondateur de la société de fabrication de cigarettes Compañía Cigarrera Buen Tono (1884). Il est considéré comme « le premier homme qui a véritablement mécanisé la fabrication de cigarettes » au Mexique. Son entreprise est l’une des industries importantes de son époque. L’entreprise, qui détiendra une part de marché de l'ordre de 50 à 60 %, existera jusqu’en 1961, date à laquelle elle est rachetée par la Tabacalera Mexicana (actuelle CigaTaM, Grupo Carso).
Pour assurer la promotion de ses produits, Ernest Pugibet lance non seulement des techniques de publicité modernes au Mexique, mais utilise aussi des innovations techniques alors encore inconnues au Mexique. Il organise des séances de cinéma en plein air et utilise des dirigeables. Surtout, il est le promoteur de l’un des premiers, sinon du premier, vols d'avion au Mexique, vers 1910. Il fait venir au Mexique, pour la première fois, un avion, un appareil français Blériot et en confie le pilotage à Miguel Lebrija, précurseur de l'aviation dans ce pays.
Ernesto Pugibet a également utilisé la radio pour promouvoir ses produits,. Il aurait pour cela créé la première station de radio mexicaine.
Selon le bulletin de l'association RFM, Ernesto Pugibet est également actif dans le développement d'autres grandes entreprises franco-mexicaines : la Textilera San Ildefonso, la Compañía Explotadora de las Fuerzas Hidráulicas de San Ildefonso S.A. (qui participa à partir de 1897 à l'électrification de Mexico), la fabrique de bières Cervecería Moctezuma de Orizaba (1896), la Compañía Nacional Mexicana de Dinamita y Explosivos. Il est également fondateur de la Société financière pour l'industrie au Mexique. Il est membre du conseil d’administration de la Banco Nacional de Mexico,.
Il a fondé la principale manufacture de tissus de laine, la Sociedad de San Ildefonso (1895) .
Ernesto Pugibet a fait construire près de son usine l’ensemble résidentiel de la Colonia Juárez de la ville de Mexico, l’ensemble résidentiel de La Mascota (actuellement classé),.

## Jean Pugibet: l’implantation des charolais en Amérique du Nord
Jean Pugibet, fils d'Ernesto, a également joué un rôle dans le développement économique nord-américain. Il importa en Amérique du Nord la race de vache charolaise, ce qui révolutionna l'industrie bovine nord-américaine . Selon notamment l’Association Charolais Québec, « L'histoire canadienne du Charolais débutait en 1910 par l'exportation de bétail charolais au Mexique. Un peu plus tard, l'éleveur mexicain Jean Pugibet, impressionné par l'apparence et la productivité de la race, importait en 1930 deux taureaux, « Image » et « Iroquois », et dix génisses. Il récidivait en 1931 et en 1937 pour accroître son troupeau à 37 sujets : 8 taureaux et 29 femelles. Jusqu'en 1966, tous les taureaux mexicains, américains et canadiens provenaient de ces trois exportations. » ,.

## Héritage

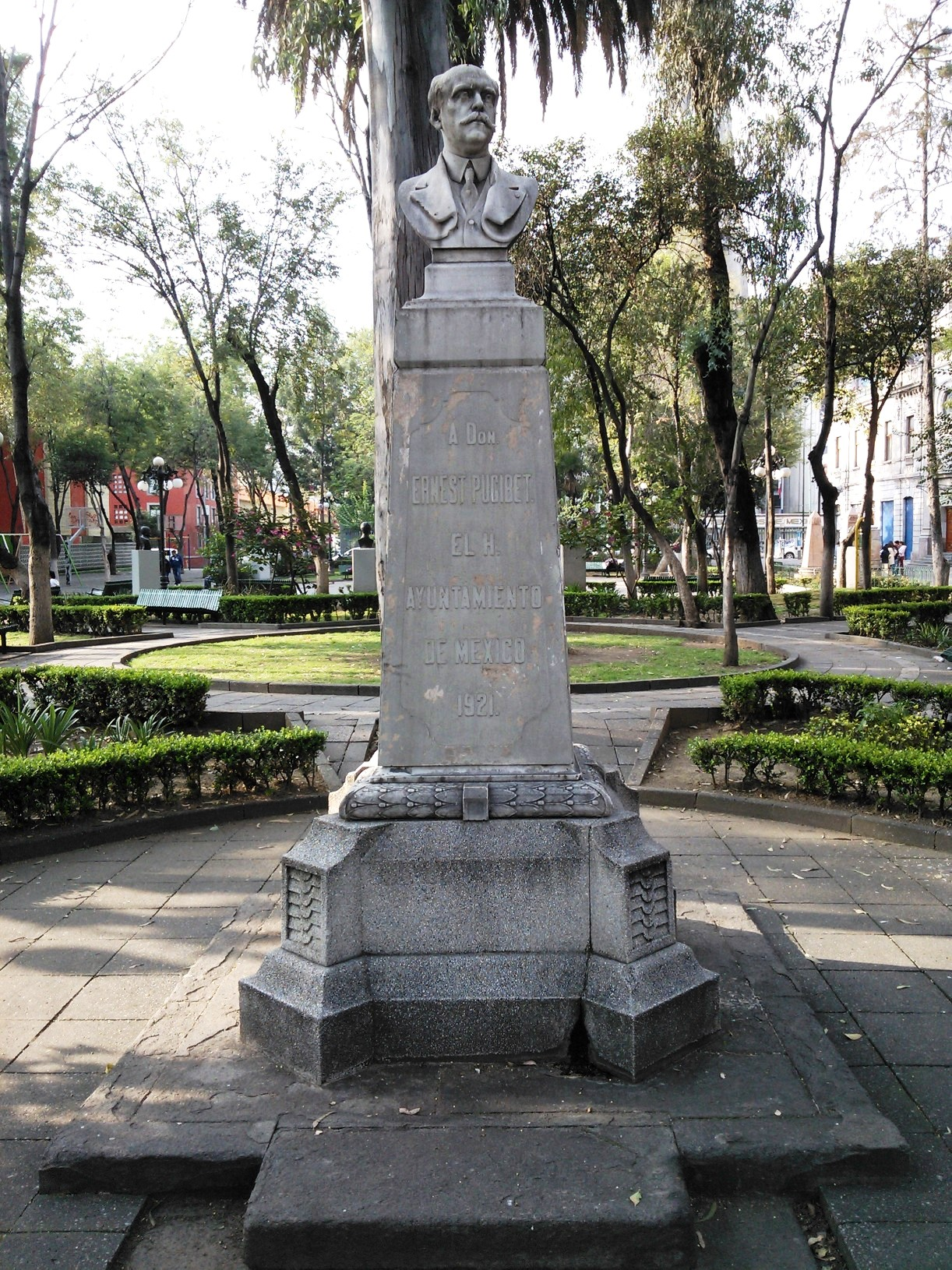
Buste d’Ernesto Pugibet, au Plaza de San Juan.

- Une calle (rue) Ernesto-Pugibet existe au centre de la ville de Mexico, ainsi qu’un mercado de San Juan Ernesto Pugibet.

Un buste d’Ernesto Pugibet existe également à cet endroit.